# Hot Space
Hot Space ist das neunte Studioalbum der britischen Rockgruppe Queen. Es erschien 1982 und unterscheidet sich von anderen Queen-Alben durch den Einfluss von Funk- und Disco-Musik. Das Album wurde zwischen Juni 1981 und März 1982 in München und Montreux aufgenommen. Mit dem bereits 1981 veröffentlichten Titel Under Pressure, der gemeinsam mit David Bowie entstand, enthält das Album Queens zweiten Nummer-eins-Hit in Großbritannien.

## Titelliste
LP-Seite 1:
1. Staying Power (Mercury) – 4:12*
2. Dancer (May) – 3:50
3. Back Chat (Deacon) – 4:35*
4. Body Language (Mercury) – 4:32*
5. Action This Day (Taylor) – 3:32

LP-Seite 2:
1. Put Out the Fire (May) – 3:19
2. Life Is Real [Song for Lennon] (Mercury) – 3:32
3. Calling All Girls (Taylor) – 3:51*
4. Las palabras de amor (The Words of Love) (May) – 4:31*
5. Cool Cat (Deacon/Mercury) – 3:29
6. Under Pressure (Queen/Bowie, 1981) – 4:04*

* Singles
Als B-Seite der Single Under Pressure wurde 1981 der Titel Soul Brother (Queen) veröffentlicht.
Den Leadgesang in Action This Day teilen sich Mercury und Taylor. Die Produzenten des Albums sind Queen und Mack; Under Pressure wurde von Queen und David Bowie produziert.

## Details der einzelnen Lieder

### Staying Power
Arif Mardin, der in den USA lebende türkische Musikproduzent, arrangierte und produzierte die Bläser-Aufnahmen für Staying Power. Auf Queens ursprünglicher Rohfassung des aus der Feder von Freddie Mercury stammenden Stücks war dieser Teil mit der E-Gitarre eingespielt worden.
In der härteren Live-Interpretation von Staying Power spielte John Deacon nicht wie üblich Bass, sondern Rhythmus-Gitarre; somit war ausnahmsweise bei Queen-Konzerten neben Brian Mays Red Special eine zweite, zusätzliche Gitarre zu hören.

### Dancer
In Dancer sind mit „hot space“ die Titel-Worte des Albums zu finden. Darüber hinaus ist Dancer neben Back Chat („Danke“) das einzige Queen-Lied, das deutschsprachigen Text enthält: Das Weckruf-Sample („Guten Morgen, Sie wünschten geweckt zu werden“) war in einem Hotel während Queens Musicland-Sessions in München aufgenommen worden. Den Synthesizer-Bass spielte Titel-Autor Brian May.

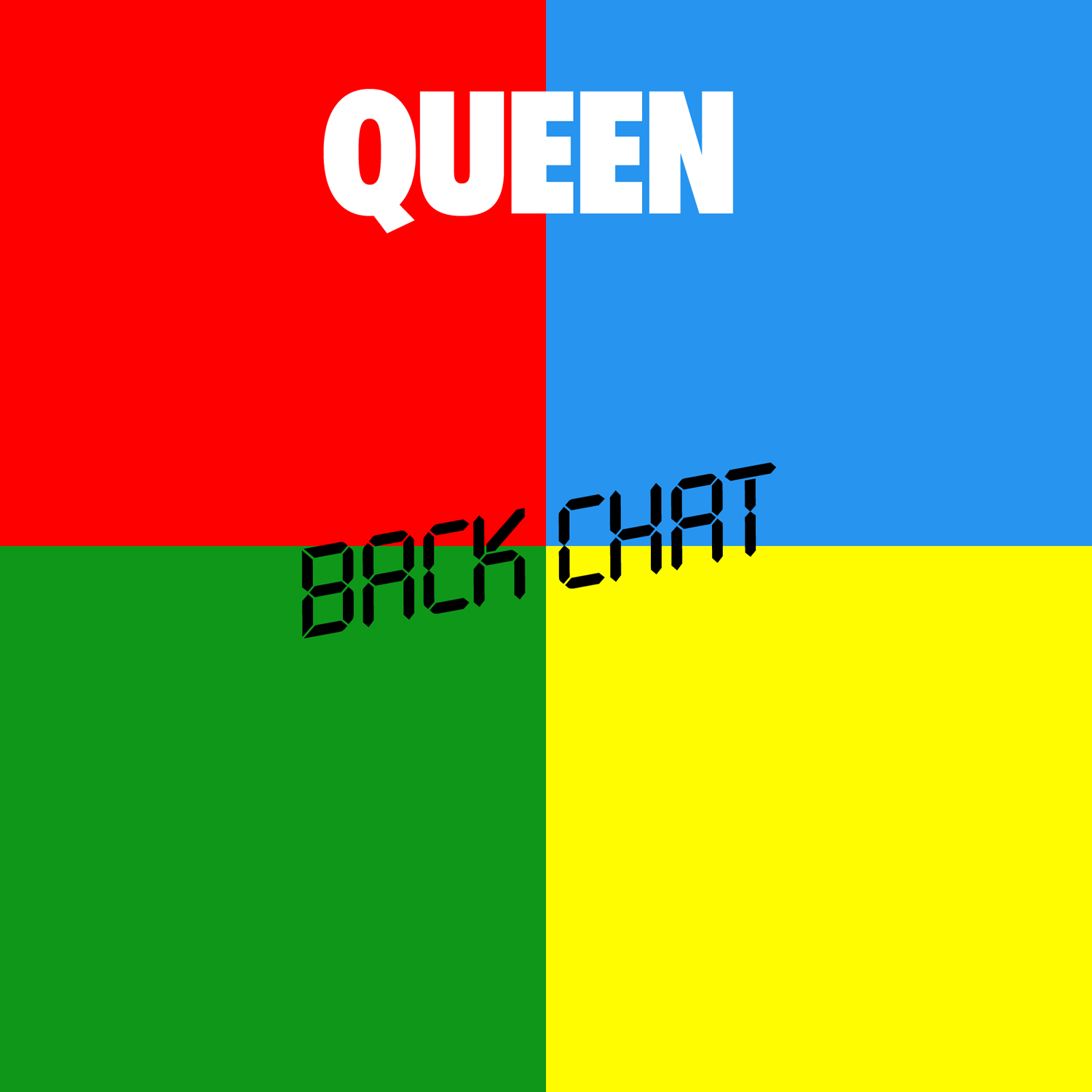
Cover der Single „Back Chat“

### Back Chat
John Deacons Funk-beeinflusster Titel Back Chat ist Queens erster Titel, von dem auf einer 12″-/Maxi-Single eine längere, alternative „Extended Version“ veröffentlicht wurde. Sowohl dieser 12″- als auch der Single-Remix unterscheiden sich deutlich von der Albumfassung. Die in Back Chat zu hörende Rhythmusgitarre wurde von Deacon gespielt, das markante Gitarrensolo stammt von May.

### Body Language
Charakteristisch für das Disco-orientierte Body Language sind das überaus sparsame Arrangement, der von Freddie Mercury gespielte Keyboard-Bass sowie die – im Gegensatz zu sämtlichen anderen Singles der Band – fast gänzlich fehlende Gitarre. Body Language, komponiert von Mercury, zählt zu den atypischsten und am kontroversesten diskutierten Singles von Queen. Das Video zum Song stammt von Mike Hodges, dem Regisseur des Films Flash Gordon, für den Queen 1980 den Soundtrack aufgenommen hatten.
Die von Hollywood Records 1991 in den USA herausgebrachte CD-Neuauflage von Hot Space enthält als Bonustitel eine von Susan Rogers remixte Version von Body Language.

### Action This Day
Der Titel von Taylors Lied bezieht sich auf die gleichnamigen Worte, mit denen der britische Premierminister Winston Churchill besonders dringend zu erledigende Unterlagen kennzeichnete.

### Put Out the Fire
Brian Mays Put Out the Fire zählt – wie das ebenfalls aus seiner Feder stammende Las Palabras de Amor – zu den traditionelleren Queen-Stücken des Albums. Es ist auch der einzige Titel des Albums, der auf der 1997 erschienenen Kompilation Queen Rocks vertreten ist.

### Life Is Real
Dieser von Freddie Mercury geschriebene Titel ist eine Hommage an John Lennon, den Rhythmusgitarristen und Sänger der Beatles, der im Dezember 1980 erschossen worden war.

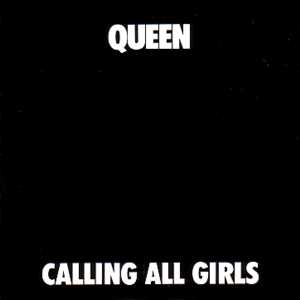
Cover der Single „Calling All Girls“

### Calling All Girls
Mit Calling All Girls wurde erstmals ein von Roger Taylor komponierter Song als Single (in Nordamerika) veröffentlicht. Der Video-Clip basiert auf George Lucas’ Science-Fiction-Film THX 1138 aus dem Jahr 1971. Sämtliche Videos der aus Hot Space ausgekoppelten Singles sind auf der im Jahr 2003 erschienenen Queen-DVD Greatest Videos Hits 2 enthalten.

### Las palabras de amor
Teile dieses Stücke sind auf Spanisch gesungen; Las palabras de amor (The Words of Love) war durch Queens Open-Air-Auftritte in Lateinamerika im Jahr 1981 inspiriert worden. Das Video zur Single zeigt den – nach Seven Seas of Rhye und Killer Queen im Jahr 1974 – dritten Auftritt der Band in der britischen Musiksendung Top of the Pops. Die einzige Live-Interpretation des Songs durch die Band fand – zu dritt – 1992 beim Freddie Mercury Tribute Concert mit Gastsänger Zucchero statt.

### Cool Cat
Freddie Mercury sang den von ihm und John Deacon geschriebenen Titel im Falsett. Die ursprüngliche Version, die auch die Stimme von David Bowie enthält, wurde bisher nicht offiziell veröffentlicht und ist nur auf Bootlegs zu finden.

### Under Pressure
Queens gemeinsamer Song mit David Bowie entstand bei einer Jam-Session in Montreux. In den dortigen Mountain Studios, die sich damals im Besitz von Queen befanden, nahm auch Bowie zahlreiche seiner Alben auf. Markenzeichen von Under Pressure ist John Deacons bekannte Basslinie. Der Rapper Vanilla Ice verwendete ein Sample davon für seine 1990 erschienene, millionenfach verkaufte Single Ice Ice Baby.
Ein von Queen teils neu eingespielter Remix des Stücks („Rah Mix“) wurde 1999 sowohl auf der Kompilation Greatest Hits III als auch als Single veröffentlicht.
Das Lied handelt davon, wie die Liebe dabei helfen kann, ein Leben unter starkem Druck erträglicher zu machen.

### Soul Brother
Soul Brother erschien 1981 als B-Seite der Single Under Pressure. Die Autorenangabe lautet „Queen“. Im Text sind Verweise auf zahlreiche andere Stücke der Band zu finden: „Sure he’s got style“ (Bring Back That Leroy Brown), „he’s my best friend“ (You’re My Best Friend), „he’s my champion“ (We Are the Champions), „he will rock you rock you rock you“ (We Will Rock You), „he’s the saviour of the universe“ (Flash), „he can make you keep yourself alive“ (Keep Yourself Alive), „’cause he’s somebody somebody you can love“ (Somebody to Love), „when you’re under pressure feeling under pressure“ (Under Pressure).

## Rezeption
Single Body Language:
- Sounds (Großbritannien), 1982: „Good, electronically pulsed cooled-out slick 133 bpm 7in white disco smash.“[4]

Album Hot Space:
- Record Mirror (Großbritannien), 1982: „New styles, and a whole new sense of values. You’ll love Hot Space, eventually.“[4]
- Sounds (Großbritannien), 1982: „Queen have never made particularly blinding albums, but you’ll have to agree that Hot Space shows more restraint and imagination than tripe like Jazz.“[4]
- NME (Großbritannien), 1982: „The production of the whole album is really a peach.“[4]
- The Washington Post (USA), 1982: „Hot Space is Queen’s most mature work to date, featuring what fellow rocker Rick Derringer was moved to call ‘a normal Queen side and a Queen-gets-weird side.’ […] there’s one of the year’s best Lennon tributes (‘Life is Real’) […].“[5]
- Rolling Stone (USA), 1982, von John Milward: „‘Back Chat’ is a hot rock-funk tune, with guitar tracks as slick as an icy dance floor. An elastic beat puts some spring into a fine rocker, ‘Calling All Girls,’ while Freddie Mercury’s Mick Jagger-like falsetto on ‘Cool Cat’ takes the band as close to a street corner as it’ll ever get. […] ‘Under Pressure,’ a number on which Mercury manages to ape both Hall and Oates, while making Bowie sound positively soulful. The rest of Hot Space is, at best, routinely competent and, at times, downright offensive. ‘Give me your body/Don’t talk,’ sings Mercury in ‘Body Language,’ a piece of funk that isn’t fun. For unsurpassed solipsism, however, he offers ‘Life Is Real (Song for Lennon)’: ‘Torsos in my closet/Shadows from my past/Life is real.’ As Mercury slips into a breathless, Plastic Ono-sounding ‘real,’ one is grateful that soul is still something money can’t buy.“
- Stylus Magazine (USA), 2004, von Anthony Miccio: „While it sunk commercially (at least in the states), I’d argue that artistically it ranks amongst their highest achievements. […] The new look was so inspiring that he [Mercury; Anm.] was offering five cent rides to everyone in earshot; side one of Hot Space is the closest he ever got to being a true disco diva. […] ‘Dancer’ is recommended to any Led Zeppelin fan who wonders where the band would have gone after In Through The Out Door. […] ‘Back Chat’ […] is made brilliant by Mercury’s slathering anguish (note all the sounds he makes between the lyrics) and the swanky snap of the music […]. […] ‘Body Language’, which did actually make the U.S. top 20, despite consisting merely of a loping shuffle, some spacey keyboards and Freddie screaming ‘GIVE ME YOUR BODY! SEXY BOD-AY!’ It’s lots of fun […]. […] Unfortunately, side two is the usual pompous if intermittently rewarding Queen material fans should be used to. […] Even if they hadn’t included that opus [Under Pressure; Anm.], Hot Space, so poorly represented in their numerous compilations, would remain one of the few Queen full-lengths that merit purchase.“[6]

## Charts und Chartplatzierungen

### Album
| Jahr | Titel     | Höchstplatzierung, Gesamtwochen/‑monate, AuszeichnungChartplatzierungen (Jahr, Titel, Platzierungen, Wochen/Monate, Auszeichnungen, Anmerkungen) | Höchstplatzierung, Gesamtwochen/‑monate, AuszeichnungChartplatzierungen (Jahr, Titel, Platzierungen, Wochen/Monate, Auszeichnungen, Anmerkungen) | Höchstplatzierung, Gesamtwochen/‑monate, AuszeichnungChartplatzierungen (Jahr, Titel, Platzierungen, Wochen/Monate, Auszeichnungen, Anmerkungen) | Höchstplatzierung, Gesamtwochen/‑monate, AuszeichnungChartplatzierungen (Jahr, Titel, Platzierungen, Wochen/Monate, Auszeichnungen, Anmerkungen) | Höchstplatzierung, Gesamtwochen/‑monate, AuszeichnungChartplatzierungen (Jahr, Titel, Platzierungen, Wochen/Monate, Auszeichnungen, Anmerkungen) | Anmerkungen                                             |
| Jahr | Titel     | DE | AT | CH | UK | US | Anmerkungen                                             |
| ---- | --------- | --- | --- | --- | --- | --- | ------------------------------------------------------- |
| 1982 | Hot Space | DE5 (21 Wo.)DE | AT1 (3 Mt.)AT | — | UK4 (19 Wo.)UK | US22 (21 Wo.)US | Erstveröffentlichung: 5. April 1982 Verkäufe: + 725.000 |

grau schraffiert: keine Chartdaten aus diesem Jahr verfügbar

### Singles
| Jahr | Titel Album                                        | Höchstplatzierung, Gesamtwochen/‑monate, AuszeichnungChartplatzierungen (Jahr, Titel, Album, Platzierungen, Wochen/Monate, Auszeichnungen, Anmerkungen) | Höchstplatzierung, Gesamtwochen/‑monate, AuszeichnungChartplatzierungen (Jahr, Titel, Album, Platzierungen, Wochen/Monate, Auszeichnungen, Anmerkungen) | Höchstplatzierung, Gesamtwochen/‑monate, AuszeichnungChartplatzierungen (Jahr, Titel, Album, Platzierungen, Wochen/Monate, Auszeichnungen, Anmerkungen) | Höchstplatzierung, Gesamtwochen/‑monate, AuszeichnungChartplatzierungen (Jahr, Titel, Album, Platzierungen, Wochen/Monate, Auszeichnungen, Anmerkungen) | Höchstplatzierung, Gesamtwochen/‑monate, AuszeichnungChartplatzierungen (Jahr, Titel, Album, Platzierungen, Wochen/Monate, Auszeichnungen, Anmerkungen) | Anmerkungen                                                                   |
| Jahr | Titel Album                                        | DE | AT | CH | UK | US | Anmerkungen                                                                   |
| ---- | -------------------------------------------------- | --- | --- | --- | --- | --- | ----------------------------------------------------------------------------- |
| 1981 | Under Pressure Hot Space                           | DE21 (18 Wo.)DE | AT10 (2½ Mt.)AT | CH10 (5 Wo.)CH | UK1 (11 Wo.)UK | US29 (15 Wo.)US | Erstveröffentlichung: 26. Oktober 1981 Verkäufe: + 2.695.000; mit David Bowie |
| 1982 | Body Language Hot Space                            | DE27 (13 Wo.)DE | AT11 (1½ Mt.)AT | — | UK25 (6 Wo.)UK | US11 (14 Wo.)US | Erstveröffentlichung: 19. April 1982                                          |
| 1982 | Las palabras de amor (The Words of Love) Hot Space | DE68 (4 Wo.)DE | — | CH13 (2 Wo.)CH | UK17 (8 Wo.)UK | — | Erstveröffentlichung: 1. Juni 1982                                            |
| 1982 | Calling All Girls Hot Space                        | — | — | — | — | US60 (6 Wo.)US | Erstveröffentlichung: Juli 1982 nur in Nordamerika veröffentlicht             |
| 1982 | Staying Power Hot Space                            | — | — | — | — | — | Erstveröffentlichung: 31. Juli 1982 nur in Japan veröffentlicht               |
| 1982 | Back Chat Hot Space                                | DE69 (3 Wo.)DE | — | — | UK40 (4 Wo.)UK | — | Erstveröffentlichung: 9. August 1982                                          |